# تي إتش تي آر 300
تي إتش تي آر 300 كان مفاعل ثوريوم نوويًا يعمل عند درجات حرارة مرتفعة، ويقع في مدينة هام–أوينتروب في ألمانيا، وقدرته الإنتاجية للكهرباء مُسجلة بنحو 300 ميغاواط. بدأ تشغيل المفاعل في عام 1983، وتمت مزامنته مع شبكة الكهرباء في عام 1985، وبدأ يعمل بكامل طاقته في فبراير عام 1987، وأُوقف تشغيله في 1 سبتمبر عام 1989. بُني هذا المفاعل باعتباره نموذجًا مبدئيًا لمفاعل نووي يعمل عند درجات حرارة مرتفعة ليستخدم وقود تريسو الحصوي الناتج عن تشغيل مفاعل إيه في آر، وهو بدوره مفاعل نووي تجريبي ذو طبقات حصوية. تُقدر تكاليف إنشاء المفاعل وتشغيله بنحو 2.05 مليار يورو، وكان من المتوقع أن تتكبد الدولة 425 مليون يورو من التكاليف الإضافية في مقابل إيقاف تشغيل المفاعل بداية من ديسمبر عام 2009 وحتى الانتهاء من تفكيك المفاعل بالكامل. تكفلت كلٌ من ولاية شمال الراين-وستفاليا، وفيدرالية ألمانيا الجمهورية، وشركة هوختيمبراتور كيرنكرافتفيرك ذات المسؤولية المحدودة بتمويل مشروع بناء مفاعل تي إتش تي آر 300. 

## التصميم
كان مفاعل تي إتش تي آر 300 مفاعلًا نوويًا مُبردًا بواسطة الهيليوم ويعمل عند درجات حرارة مرتفعة، مع قلب مكسو بالحصى مكوّن من 670,000 حصوة وقود كروية الشكل قطر كل واحدة منها 6 سم (2.4 بوصة)، مغروس فيها جزيئات اليورانيوم 235 والثوريوم 232 داخل شبكة من الجرافيت. صُنع وعاء الضغط الذي يحتوي على الحصى من الخرسانة مسبقة الإجهاد. كان نظام تحويل الطاقة الخاص بهذا المفاعل متشابهًا مع نظام مفاعل سانت فران في الولايات المتحدة في أنّ مبرد المفاعل ينقل الحرارة المتولدة في قلب المفاعل إلى ماء العنفة.
أنتج هذا المفاعل طاقة حرارية بقدرة 750 ميغاواط؛ كانت تلك الحرارة المتولدة بواسطة الهيليوم المبرد تُنقل إلى الماء الذي استُخدم في توليد الكهرباء عبر دورة رانكن. نظرًا إلى أن هذا النظام قد اعتمد على دورة رانكن، فكان من المحتمل أن يتسرب ماء دورة التوربينة إلى دورة التبريد في بعض الأحيان. كان نظام تحويل الطاقة ينتج 308 ميغاواط من الكهرباء، وكانت الحرارة المهدرة تُبدد بواسطة برج تبريد جاف.

## الحوادث
في 4 مايو عام 1986، بعد توصيل المحطة بشبكة الكهرباء بستة أشهر، انحشرت حصوة وقود داخل الأنبوبة التي تغذي قلب المفاعل بالوقود. ونتيجة لذلك، تسرب بعض الغبار المشع إلى البيئة. وقعت تلك الحادثة بعد بضعة أيام فقط من كارثة تشيرنوبل. استهان مشغلو المفاعل بفداحة الحادثة ما أدى إلى فقدان الثقة بالسلطات التنظيمية. أنشأت وزارة وستفاليا لجنة لتقصي الحقائق. بعد بضعة أسابيع، استأنفت محطة الطاقة عملها من جديد، ولكن الجهات الداعمة لتلك المحطة مسبقًا تراجعت عن دعمها. ظل المفاعل بعدها يواجه عدة صعوبات تقنية، وأصبحت حبيبات الوقود تتحطم بسرعة أشد من المتوقع. إلى جانب ذلك، أُوقف مصنع الوقود في هاناو عن التشغيل لدواعي أمنية، إذ كانت إمدادات الوقود صعبة المنال بالفعل قبل اتخاذ هذا القرار، ولكنها باتت في تلك اللحظة معرضة للخطر حقًا. بناء على تلك العوامل، قررت الجهات المسؤولة إيقاف تشغيل المفاعل. وقعت 80 حادثة مسجلة خلال فترة تشغيل المفاعل القصيرة. منذ عام 1985 وحتى عام 1989، سجل المفاعل نحو 16,410 ساعة تشغيل، وولّد طاقة إجمالية قدرها 2891000 ميغاواط ساعي تقريبًا، وكان يعمل بكامل طاقته لمدة 423 يوم.

## إيقاف التشغيل
تم تعطيل مفاعل تي إتش تي آر 300 عن العمل في 1 سبتمبر عام 1989 نظرًا إلى تكاليفه المتزايدة. في أغسطس عام 1989، أوشكت الشركة المسؤولة عن المفاعل على الإفلاس بعد فترة طويلة من إيقاف التشغيل نتيجة لتعطل بعض المكونات في مجرى الغاز الساخن. اضطرت الحكومة إلى إعانتها ماليًا بمبلغ قدره 92 مليون مارك.